# Věra Merhautová

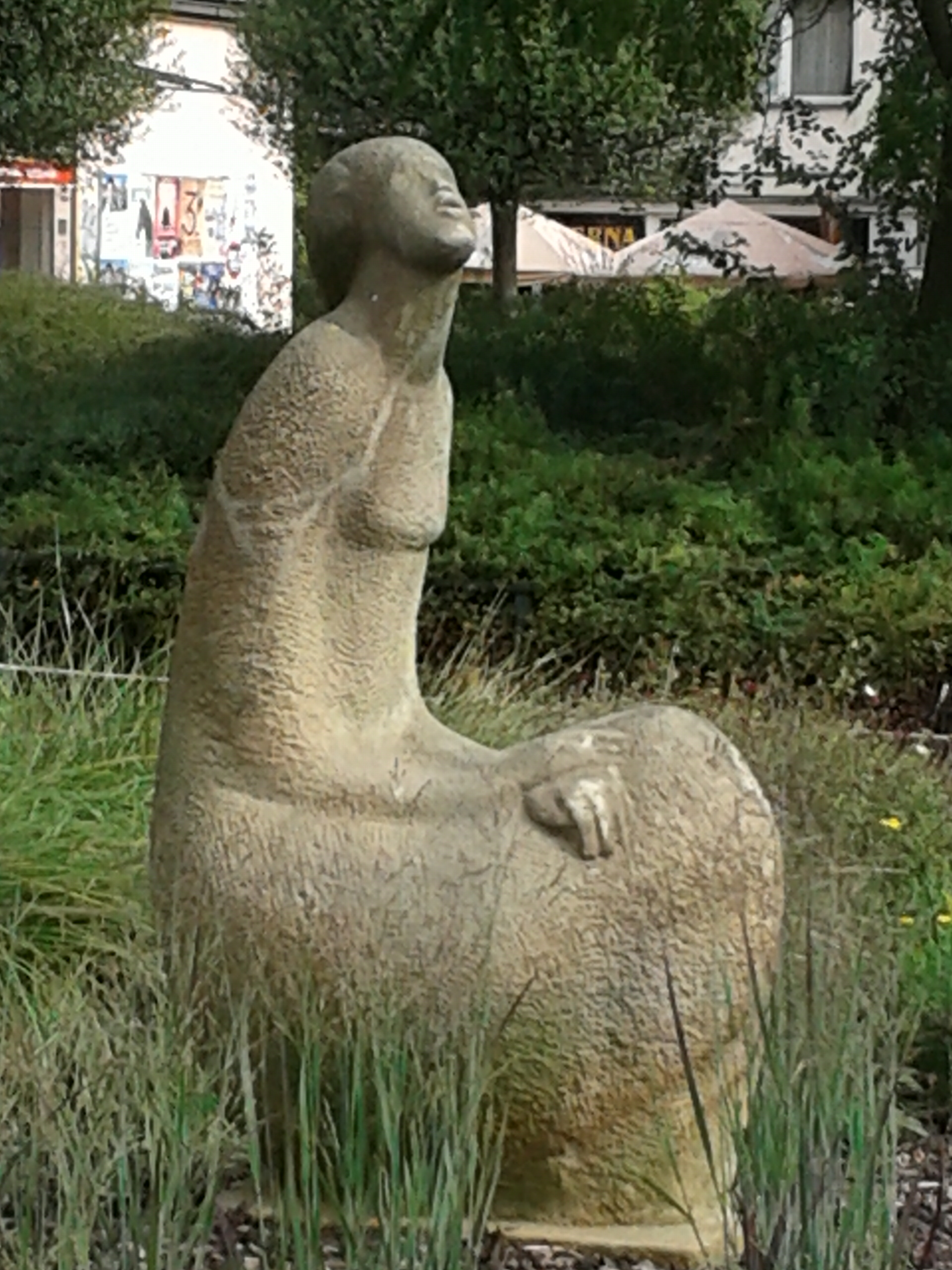
Pískovcová socha Hudba
GPS:

Věra Merhautová (23. února 1921 Praha – 2. prosince 1996) byla česká akademická sochařka, autorka monumentální figurativní tvorby, členka Českého fondu výtvarných umění (ČFVU). Nejznámějším jejím dílem je pomník Jožky Jabůrkové. Vytvořila též několik portrétů. jakož i menší díla zařaditelná do oblasti tzv. komorní plastiky. Je autorkou sochy svaté Zdislavy z Lemberka (postava stojící světice obklopená čtyřmi dětmi). Socha byla vytvořena pro papeže Jana Pavla II., který ji obdržel při své návštěvě České republiky koncem května 1995.

## Životopis

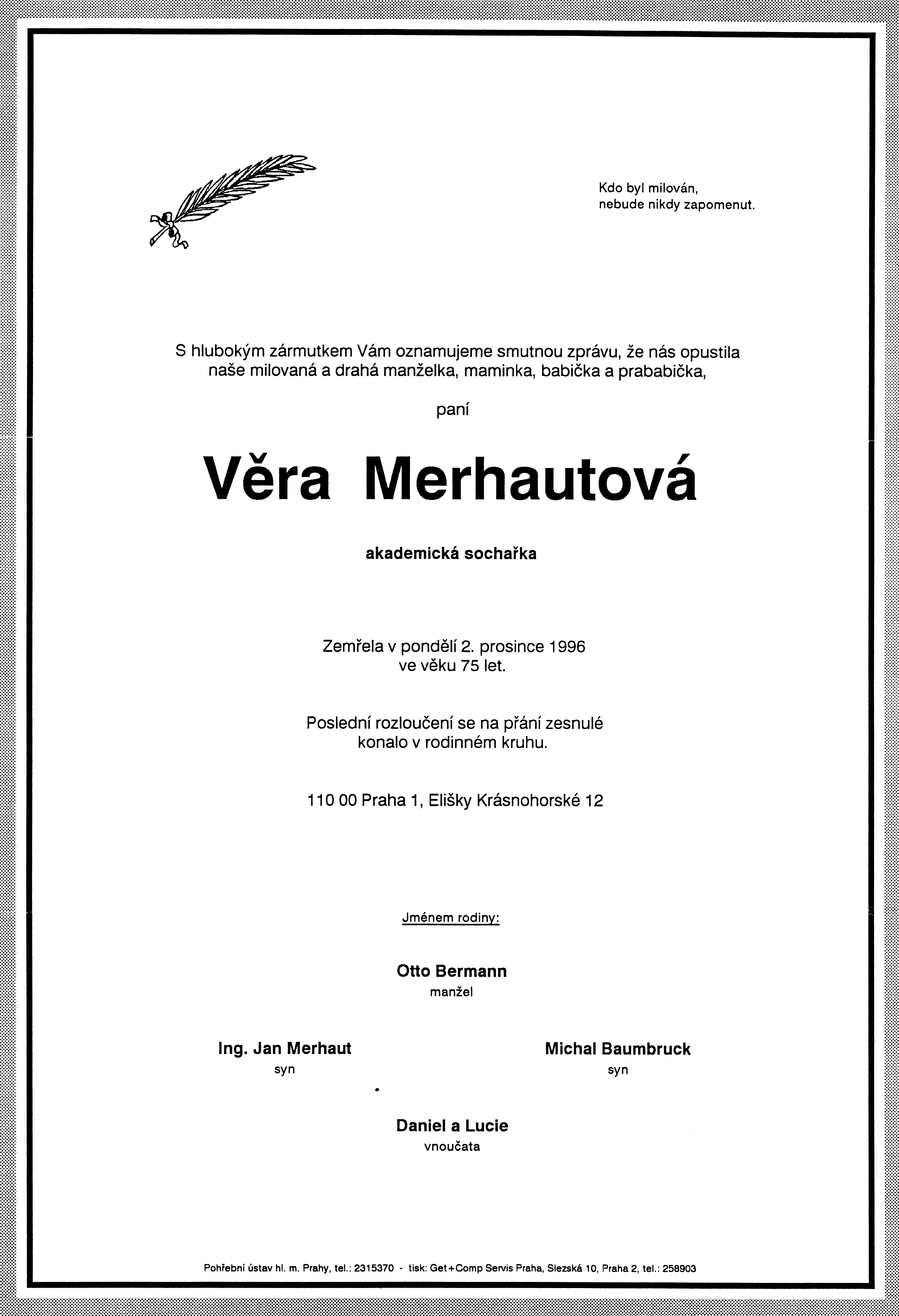
Oznámení o úmrtí V. Merhautové

Otec Věry Bezouškové Josef byl kantor, velmi tolerantní člověk, smýšlením sociální demokrat. Silně ovlivnil její levicovou celoživotní orientaci.V jednadvaceti letech (v roce 1942) se Věra Bezoušková provdala za svého prvního muže, Ing. Josef Merhauta, od kterého přijala jméno Merhautová. Jejich manželství trvalo devět let. V roce 1951 se nechala rozvést a o tři roky později (1954) se stala manželkou malíře Jaroslava Baumbrucka., ale ponechala si svoje umělecké jméno Merhautová. Ovdověla v roce 1960. V roce 1985 ve věku 64 let se (po dvacet let trvajícm vztahu) provdala potřetí za Ottu Bermanna.
Měla dva syny. Z prvního manželství Ing. Jana Merhauta, z druhého manželství Michala Baumbrucka.
| „                 | Lásku považuju za tu nejdůležitější věc na světě. Nejlepší je, když člověk umí mít rád. Já vždycky říkám: Nevím, jestli umím sochy, jsem špatná vychovatelka, kuchařka, atd., ale domnívám se, že umím mít ráda. To je to nejdůležitější, aby člověk uměl dávat, aby uměl mít rád a uměl dávat, aby nemyslel především na sebe. To považuji za nejdůležitější v životě. | “ |
| — Věra Merhautová | |   |

### Studium (1945–1960)
- Střední průmyslová škola bytové tvorby, Praha[5][3]
- Akademie výtvarných umění, Praha, Prof. Jan Lauda[3]
- Akademie výtvarných umění, Praha, Prof. Karel Pokorný[3]

## Dílo

### Tvorba umístěná ve veřejném prostoru

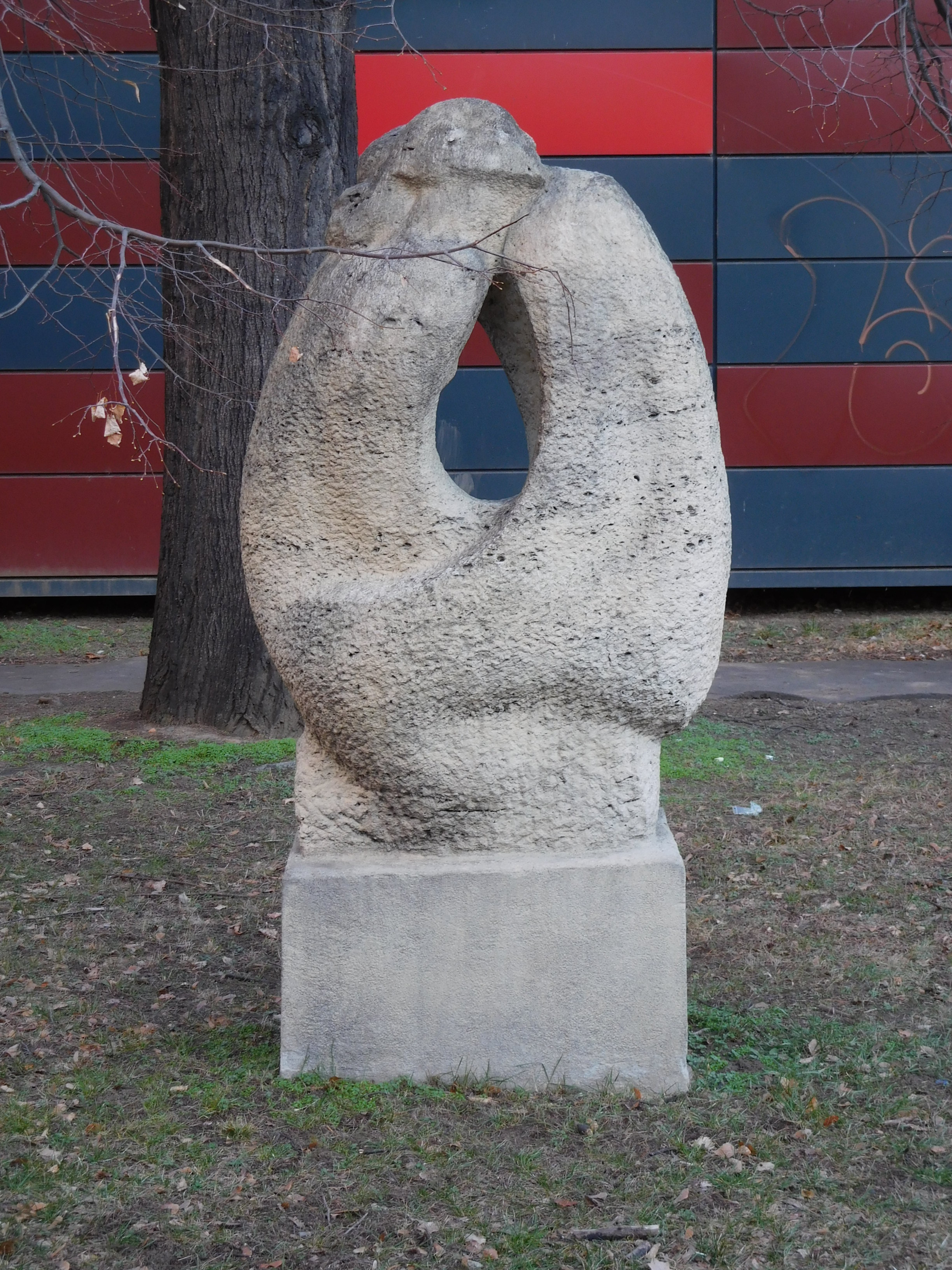
Milenci

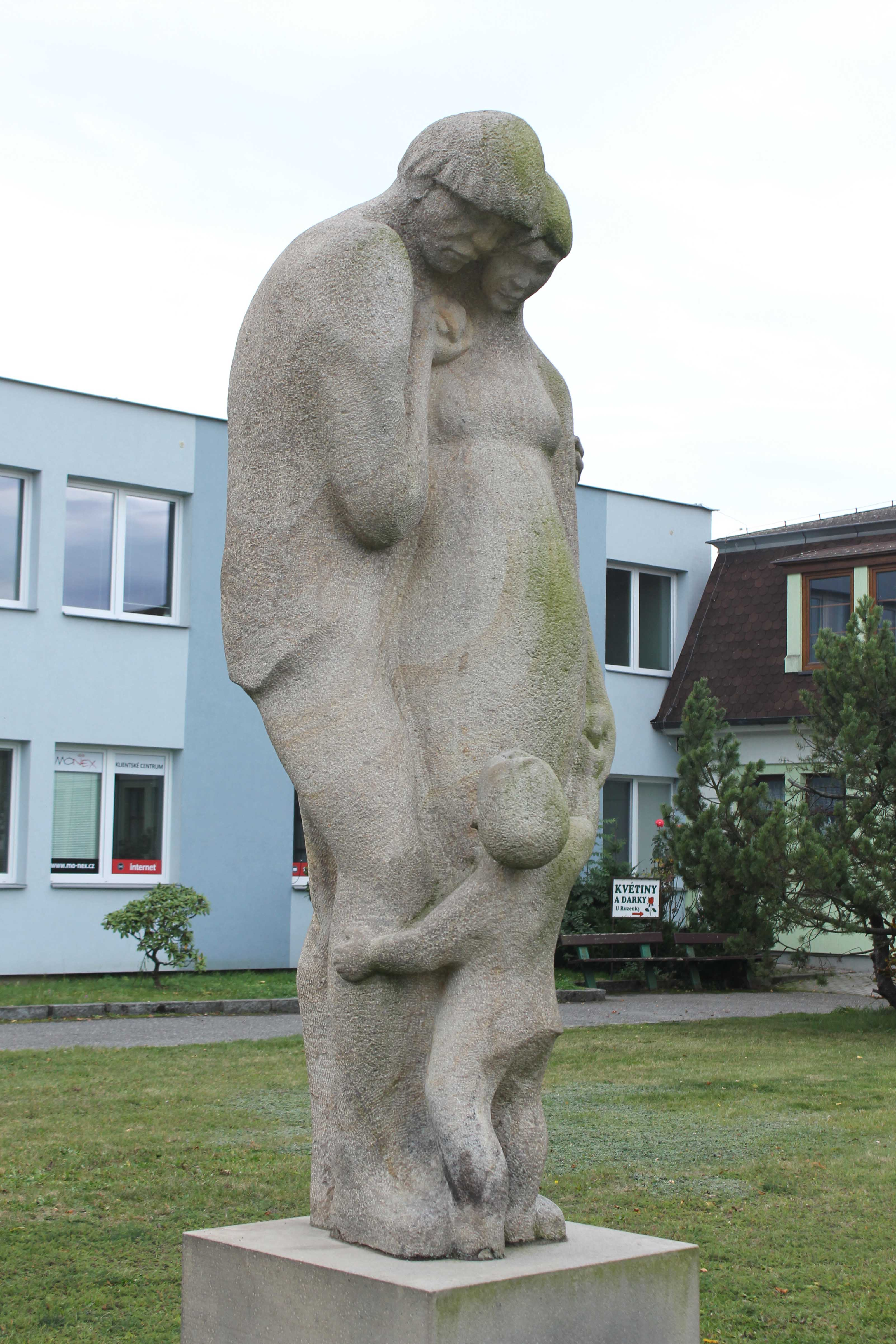
Mladá rodina

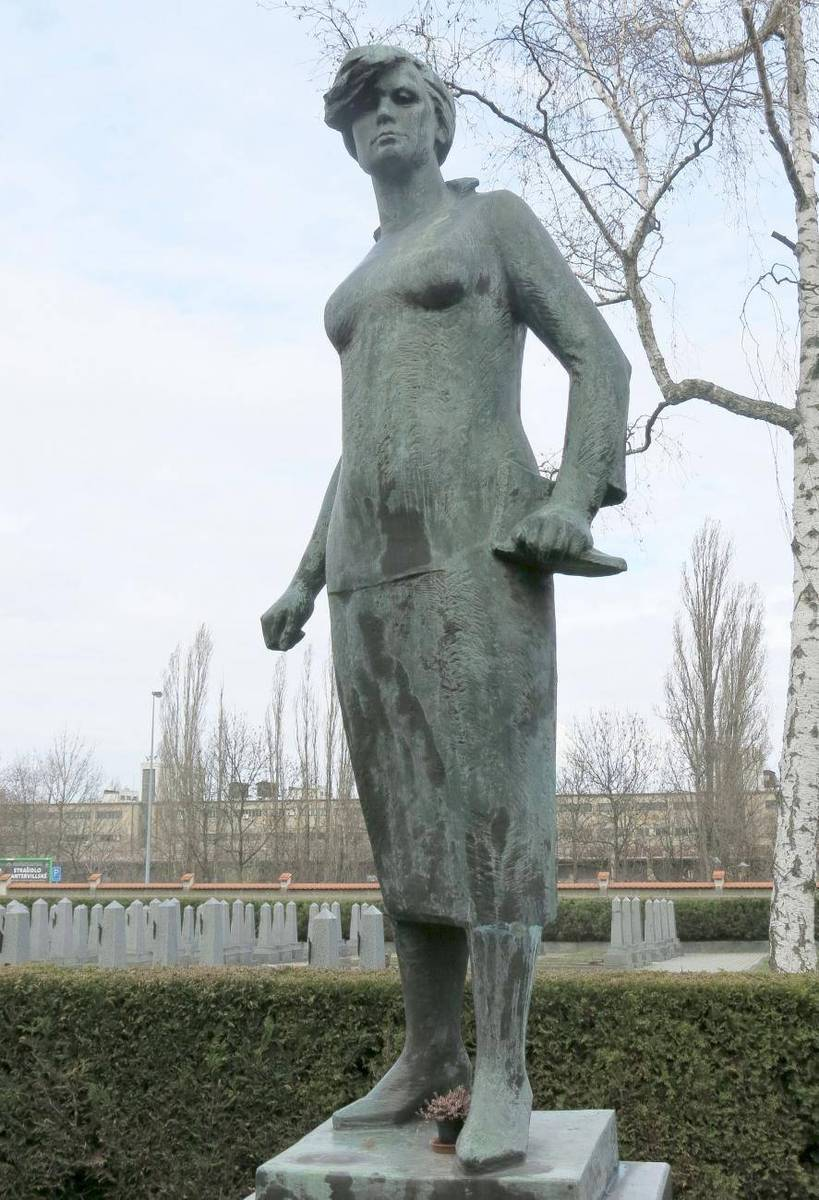
Pomník Jožky Jabůrkové na Olšanských hřbitovech

- 1965 – Pomník Jožky Jabůrkové – pomník s bronzovou postavou komunistické novinářky Jožky Jabůrkové v nadživotní velikosti (výška 300 cm) vytvářela Věra Merhautová v letech 1960–1965.[1] V roce 1965 byl pomník slavnostně odhalen v Praze-Košířích v malém parčíku u křižovatky ulic Plzeňská a Podbělohorská. Po roce 1989 byl pozemek restituován a nová majitelka žádala odstranění pomníku. V roce 1992 byl pomník (bez vědomí sochařky)[6] rozebrán a převezen do depozitáře Galerie hlavního města Prahy. Zde setrval až do léta 2002. Jeho znovuodhalení na Olšanských hřbitovech při Čestném vojenském pohřebišti se uskutečnilo v létě 30. července 2002.[7][6][8][p 5]

- 1972 – Hudba (materiál: pískovec, výška 170 cm, umístění: Malešice Praha 3, parčík v ulici Počernická, mezi Limuzskou a Božeckou ulicí)[7][8][p 6]

- 1972 – Milenci (někdy označované jako „Dvě sedící postavy”) (materiál: travertin)[8][p 7]

- 1975 – Mladá rodina (Rožmitál pod Třemšínem, před zdravotním střediskem)[4]

## Výstavy
Věra Merhautová vystavovala na členských výstavách SČSVU (Svazu československých výtvarných umělců), na mezinárodní výstavě mladého umění při příležitosti festivalu mládeže ve Varšavě (1955). V Jiráskovské soutěži získala cenu za plastiku Husitská kazatelka. V soutěži k 15. výročí osvobození (1960) byla odměněna za návrh pomníku Jožky Jabůrkové. V Muzeu Klementa Gottwalda v Praze byly umístěny její plastiky Portrét Antonína Zápotockého a Hornický učeň.

### Autorské výstavy
- 1987 – Věra Merhautová: Výběr ze sochařského díla, Galerie Nová síň, Praha[3]

### Společné výstavy
- 1952–1953 – Výtvarní umělci na stavbách socialismu, Mánes, Praha[3]
- 1956 – Výstava Grekovova studia Sovětské armády a československých výtvarných umělců, Praha
- 1967 – 1. pražský salon, Bruselský pavilon, Praha
- 1969 – 2. pražský salón (obrazů, soch a grafik), Dům U Hybernů, Praha
- 1973 – Výtvarní umělci k 25. výročí Února, Praha
- 1974 – Manželství, rodičovství a život našich dětí v obrazech, sochách, grafice a užitém umění. Výsledky tvůrčí úkolové akce, Praha
- 1976 – Žena v současné tvorbě, Výsledky výtvarné soutěže k Mezinárodnímu roku ženy, Praha
- 1978 – Umění vítězného lidu. Přehlídka současného československého výtvarného umění k 30. výročí Vítězného února, Praha
- 1984 – Karel Pokorný a jeho škola, Letohrádek královny Anny (Belveder), Praha
- 1985 – Vyznání životu a míru. Přehlídka československého výtvarného umění k 40. výročí osvobození Československa Sovětskou armádou, Praha
- 1985 – Vyznání životu a míru. Přehlídka československého výtvarného umění k 40. výročí osvobození Československa Sovětskou armádou, Dom kultúry, Bratislava
- 1988 – Salón pražských výtvarných umělců '88, Park kultury a oddechu Julia Fučíka, Praha
- 1989 – Z nových zisků Národní galerie v Praze (1987–1988), Národní galerie v Praze

## Katalogy

### Autorský katalog
- 1987 – Věra Merhautová: Výběr ze sochařského díla[3]

### Kolektivní katalogy
- 1952 – Výtvarní umělci na stavbách socialismu[3]
- 1956 – Výstava Grekovova studia Sovětské armády a československých výtvarných umělců
- 1967 – I. pražský salon
- 1969 – 2. pražský salón
- 1973 – Výtvarní umělci k 25. výročí Února
- 1974 – Manželství, rodičovství a život našich dětí v obrazech, sochách, grafice a užitém umění (Výsledky tvůrčí úkolové akce)
- 1976 – Žena v současné tvorbě (Výsledky výtvarné soutěže k Mezinárodnímu roku ženy)
- 1978 – Umění vítězného lidu (Přehlídka současného československého výtvarného umění k 30. výročí Vítězného února)
- 1983 – Karel Pokorný a jeho škola
- 1985 – Vyznání životu a míru (Přehlídka Československého výtvarného umění k 40. Výročí osvobození Československa Sovětskou armádou)
- 1988 – Salón pražských výtvarných umělců ’88
- 1989 – Z nových zisků Národní galerie v Praze (1987–1988)

Věra Merhautová v seznamech výtvarných umělců
- 1984 – Seznam výtvarných umělců evidovaných při Českém fondu výtvarných umění[3]
- 1991 – Seznam členů Sdružení Čech, Moravy a Slezska (stav ke 30.11.1991)

Věra Merhautová v encyklopedických slovnících
- 1993 – Nový slovník československých výtvarných umělců (II. díl; L – Ž)[3]
- 2002 – Slovník českých a slovenských výtvarných umělců 1950 - 2002 (VIII. Man – Miž)